# Jagiele
Jagiele [jaˈɡʲɛlɛ] (tiếng Đức: Jaggeln, from 1938 until 1945 Kleinzedmar) Là một ngôi làng ở quận hành chính của Gmina Banie Mazurskie, trong huyện Gołdapski, Warmińsko-Mazurskie, ở miền bắc Ba Lan, gần biên giới với Kaliningrad của Nga. Nó nằm khoảng 11 kilômét (7 mi)   phía bắc Banie Mazurskie, 15 km (9 mi)     về phía tây của Gołdap và 121 km (75 mi) về phía đông bắc của thủ đô khu vực Olsztyn.
Trước năm 1945, khu vực này là một phần của Đức (Đông Phổ).
Làng có dân số 30 người.